# Місячна ніч на Косаралі
46°03′00″ пн. ш. 60°59′50″ сх. д. / 46.05000° пн. ш. 60.99722° сх. д.
Місячна ніч на Косаралі — малюнок Тараса Шевченка.

## Історія
Місячна ніч на Кос-Аралі - один з малюнків, який після успішного завершення Аральської експедиції Шевченко подарував командиру Окремого Оренбурзького корпусу, оренбурзькому генерал-губернатору В. Обручеву. 
Датується часом закінчення морської кампанії 1848 року — 26 вересня 1848, Косарал.
В літературі зустрічається під назвою «Ніч на Аралі» (Ол. Новицький, Т. Шевченко, К., 1930, табл. XX).
Малюнок наклеєно на альбомний аркуш. 
О. Новицький в книзі «Малярські твори Тараса Шевченка» ([К., 1936], стор. 102, № 671) згадує, що справа внизу на аркуші альбому було помічено олівцем: Косъ-Аралъ. 
Тепер аркуш обрізано майже до країв малюнка, тому наявність напису не встановлена.

## Сюжет
Нічний пейзаж косаральської землі.
Біля піщаної коси непорушно застигли шхуни, поставлені на зимівлю. 
На березі — перевернуті човни і якір. Маленька собачка дивиться на повний місяць, що видніється з-за хмар. Його сяйво ніби позолотило спокійну поверхню води, місячна доріжка простяглася від берега до неба.

## Місця зберігання
Попередні місця збереження: власність Обручових, С. П. Яремича, Всеукраїнський історичний музей ім. Т. Г. Шевченка (Київ), Галерея картин Т. Г. Шевченка, (Харків).
Теперішнє місце зберігання  - Національний музей Тараса Шевченка (Київ), інв. № г — 792.

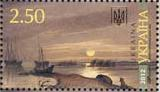
Марка «Тарас Шевченко. Місячна ніч на Косаралі. 1849» (2012). Автор Володимир Таран.